# Paradis païen
Albums de Jacques Higelin
Higelin pour tout le monde
(1997) 20 chansons d'or
(1998)
Paradis païen est le treizième album studio de Jacques Higelin, sorti le 22 septembre 1998.

## Chansons
Toutes les chansons sont écrites et composées par Jacques Higelin, sauf "Rififi" (Brigitte Fontaine / Areski Belkacem).
| No  | Titre                  | Durée |
| --- | ---------------------- | ----- |
| 1.  | Chambre sous les toits | 5:37  |
| 2.  | Une tranche de vie     | 3:21  |
| 3.  | Broyer du noir         | 2:52  |
| 4.  | L'accordéon désaccordé | 4:03  |
| 5.  | La vie est folle       | 3:43  |
| 6.  | Rififi                 | 5:19  |
| 7.  | Luxe, calme et volupté | 5:29  |
| 8.  | L'héritière de Crao    | 3:22  |
| 9.  | Y'a pas de mot         | 4:25  |
| 10. | Paradis païen          | 5:09  |

## Musiciens
"A nos amours d'amis"
- Jacques Higelin : voix
- Brigitte Fontaine et Areski Belkacem
- Mac Telliam
- Ali Belkacem
- Raphaël Bennaroch
- Marie-Claude Magne
- Aïleen Prado
- Sarah Helmi
- Paul Higelin et Dominique Mahut
- Catherine et Jean-Louis Foulquier
- Marie et Alain Trouillon-Faret
- Dominique Vagh et Kalou, Pascale, Audrey
- Victor et Christophe Maître
- Catherine, Hélène, Daniel
- Pierre et Philippe Weis
- Assistant à la création : Raphaël Bennaroch

## Classements
| Chart  | Meilleur classement | Nombre de semaines dans le Top 50 | Certification |
| ------ | ------------------- | --------------------------------- | ------------- |
| France | 7                   | 6                                 |               |